# Споменици културе општине Велико Градиште
Следи списак споменика културе на територији општине Велико Градиште:
| ИД     | Слика                                                 | Назив                                                 | Адреса      | Координате                                     | Место                     | Градска општина | Општина         | Надлежни завод |
| ------ | ----------------------------------------------------- | ----------------------------------------------------- | ----------- | ---------------------------------------------- | ------------------------- | --------------- | --------------- | -------------- |
| СК 541 | Тврђава Рам                                           | Тврђава Рам                                           |             | 44.812798°N 21.330256°E / 44.812798, 21.330256 | Рам (Велико Градиште)     |                 | Велико Градиште | СМЕДЕРЕВО      |
| СК 566 | Зграда СО Велико Градиште                             | Зграда СО Велико Градиште                             | Житни трг 1 | 44.766717°N 21.519644°E / 44.766717, 21.519644 | Велико Градиште           |                 | Велико Градиште | СМЕДЕРЕВО      |
| СК 567 | Црква Светог арханђела Гаврила у Великом Градишту     | Црква Светог арханђела Гаврила у Великом Градишту     |             | 44.766046°N 21.520065°E / 44.766046, 21.520065 | Велико Градиште           |                 | Велико Градиште | СМЕДЕРЕВО      |
| СК 568 | Манастир Нимник                                       | Манастир Нимник                                       |             | 44.726339°N 21.354583°E / 44.726339, 21.354583 | Курјаче                   |                 | Велико Градиште | СМЕДЕРЕВО      |
| СК 575 | Стара електрана, управна зграда и канали на реци Пеку | Стара електрана, управна зграда и канали на реци Пеку |             | 44.757537°N 21.529037°E / 44.757537, 21.529037 | Велико Градиште           |                 | Велико Градиште | СМЕДЕРЕВО      |
| СК 611 | Црква Светог Николе у Кисиљеву                        | Црква Светог Николе у Кисиљеву                        |             | 44.737261°N 21.41989°E / 44.737261, 21.41989   | Кисиљево                  |                 | Велико Градиште | СМЕДЕРЕВО      |
| СК 822 | Воденица Војислава Стефановића у Кусићу               | Воденица Војислава Стефановића у Кусићу               |             | 44.719554°N 21.534337°E / 44.719554, 21.534337 | Кусићe                    |                 | Велико Градиште | СМЕДЕРЕВО      |
| СК 823 | Стара кућа Светомира Миладиновића у Острову           | Стара кућа Светомира Миладиновића у Острову           |             | 44.767578°N 21.446207°E / 44.767578, 21.446207 | Острово (Велико Градиште) |                 | Велико Градиште | СМЕДЕРЕВО      |